# غنبدان (غوغر)
غنبدان (بالفارسية: گنبدان) هي قرية تقع في إيران في قسم غوغر الريفي. يقدر عدد سكانها بـ 101 نسمة بحسب إحصاء 2016.